# Wetterzeube
Wetterzeube là một đô thị thuộc huyện Burgenland, bang Sachsen-Anhalt, Đức. Đô thị Wetterzeube có diện tích 14,08 km², dân số thời điểm ngày 31 tháng 12 năm 2006 là 1132 người.